# Odznaka honorowa „Za zasługi dla ochrony zdrowia”
Odznaka honorowa „Za zasługi dla ochrony zdrowia” – jednostopniowe resortowe odznaczenie cywilne nadawane przez Ministra Zdrowia.

## Historia
Odznaka ustanowiona została po raz pierwszy uchwałą Rady Ministrów w dniu 5 marca 1986 (M.P. z 1986 r. nr 8, poz. 55).
Uchwała ta utraciła moc obowiązującą z dniem 1 lipca 2000 na podstawie art. 74 ustawy z dnia 21 stycznia 2000 r. o zmianie niektórych ustaw związanych z funkcjonowaniem administracji publicznej.
Ponowne ustanowienie odznaki nastąpiło uchwałą Rady Ministrów 23 grudnia 2003 (Dz.U. z 2004 r. nr 1, poz. 1), przy czym zastąpiła ona tym razem także dawną Odznakę honorową „Za wzorową pracę w służbie zdrowia”.

## Zasady nadawania

### Zasady z 1986 roku
Odznaka nadawana była przez Ministra Zdrowia i Opieki Społecznej na koszt Skarbu Państwa z budżetu Ministerstwa Zdrowia i Opieki Społecznej, które prowadziło także ewidencję odznaczonych.
Odznaka była zaszczytnym wyróżnieniem dla osób współpracujących ze służbą zdrowia i opieki społecznej na rzecz ochrony zdrowia, w uznaniu zasług w zakresie:
- wprowadzania postępu w metodach diagnostycznych, leczniczych i rehabilitacyjnych,
- poprawy warunków zdrowotnych i higienicznych w zakładach pracy,
- szerzenia oświaty zdrowotnej,
- kształcenia i podnoszenia kwalifikacji pracowników służby zdrowia i opieki społecznej,
- organizacji i metod pracy zakładów służby zdrowia i opieki społecznej,
- projektowania, budowy i remontów obiektów służby zdrowia i opieki społecznej,
- rozwoju produkcji leków, artykułów sanitarnych i wyrobów techniki medycznej.

Odznakę przyznawał Minister z własnej inicjatywy lub, w zależności od miejsca zatrudnienia pracownika, na wniosek:
- kierownika jednostki organizacyjnej podległej lub nadzorowanej przez ministra,
- właściwego ministra i kierownika urzędu centralnego,
- właściwego terenowego organu administracji państwowej o właściwości ogólnej stopnia wojewódzkiego,
- zarządu centralnego związku spółdzielczego,
- zarządu naczelnego organu organizacji społecznej.

Wniosek powinien być przedstawiony Ministrowi nie później niż dwa miesiące przed planowanym terminem odznaczenia.
Odznaka wręczana była przez Ministra lub osobę przez niego upoważnioną. Wraz z odznaką wręczana była legitymacja potwierdzająca jej nadanie.
Utrata odznaki następowała w przypadku skazania odznaczonego prawomocnym wyrokiem na karę dodatkową pozbawienia praw publicznych. Odznaka mogła być ponadto odebrana przez Ministra w przypadku stwierdzenia, że jej nadanie nastąpiło na skutek wprowadzenia w błąd, lub że osoba odznaczona stała się niegodna odznaczenia.

### Zasady z 2003 roku
Odznaka nadawana jest przez Ministra Zdrowia, na koszt budżetu państwa w części, której dysponentem jest minister. Ewidencja odznak prowadzona jest przez Ministerstwo Zdrowia.
Odznakę nadaje się osobom fizycznym, w tym również cudzoziemcom, w uznaniu ich osiągnięć w zakresie:
- wprowadzania postępu w metodach diagnostycznych, terapeutycznych i rehabilitacyjnych,
- ochrony zdrowia ludności,
- poprawy warunków zdrowotnych i higienicznych,
- profilaktyki, promocji zdrowia i oświaty zdrowotnej,
- kształcenia lub podnoszenia kwalifikacji pracowników ochrony zdrowia,
- wybitnych osiągnięć i nienagannej pracy w resorcie zdrowia,
- wdrażania i usprawniania metod pracy w jednostkach ochrony zdrowia,
- rozwoju produkcji środków farmaceutycznych, materiałów medycznych i urządzeń medycznych oraz nadzoru nad ich jakością,
- rozwoju farmacji szpitalnej.

Odznakę nadaje Minister Zdrowia z własnej inicjatywy lub na wniosek:
- ministra lub centralnego organu administracji rządowej,
- wojewody,
- rektora akademii medycznej lub innej uczelni prowadzącej działalność dydaktyczną i badawczą w dziedzinie nauk medycznych,
- organów Narodowego Funduszu Zdrowia,
- dyrektora jednostki badawczo-rozwojowej działającej w ochronie zdrowia,
- marszałka województwa,
- starosty, prezydenta miasta, burmistrza, wójta,
- podmiotu, który utworzył niepubliczny zakład opieki zdrowotnej,
- organów samorządów zawodowych działających w ochronie zdrowia,
- organów statutowych związków zawodowych, stowarzyszeń i innych organizacji działających w ochronie zdrowia.

Wniosek o odznaczenie powinien być przedstawiony Ministrowi nie później niż dwa miesiące przed planowanym przez wnioskodawcę terminem odznaczenia.
Odznaka wręczana jest przez w sposób uroczysty przez ministra właściwego do spraw zdrowia, wnioskodawcę lub ich upoważnionego przedstawiciela. Wraz z odznaką wręczana jest legitymacja potwierdzająca jej nadanie.
Odznaka może być nadana tej samej osobie tylko raz.

## Opis odznaki
Odznaka ma kształt pięcioboku foremnego o szerokości 25 mm z wycięciem trójkątnym na każdym rogu pięcioboku. W wersji z roku 1986 wykonana jest z metalu w kolorze żółtym, w wersji 2003 – złotym. Na licowej stronie w pięciobok oksydowany w kolorze czerwonym wpisane jest koło. W środku koła na tle oksydowanym w kolorze czarnym jest umieszczony symbol służby zdrowia – laska Eskulapa. Wokół koła na tym samym tle znajduje się napis ZA ZASŁUGI DLA OCHRONY ZDROWIA. Brzegi pięcioboku, obwód koła, laska Eskulapa oraz napis są w kolorze złotym. Odwrotna strona odznaki jest gładka z zapięciem agrafkowym.
Odznakę nosi się na prawej stronie piersi.